# Michele Camporese
Michele Camporese (Pisa, 19 maggio 1992) è un calciatore italiano, difensore del Milan Futuro, di cui è capitano.

## Caratteristiche tecniche
È un difensore centrale abile in marcatura e nel colpo di testa. Dotato di buona tecnica, è anche in grado di impostare il gioco e far ripartire l'azione. Da piccolo ha giocato a centrocampo, esperienza che gli è servita per avere una visione d'insieme del gioco..

## Carriera

### Club

#### Gli inizi
Michele Camporese inizia a giocare a calcio a 5 anni nella Polisportiva Garzella Marinese, una squadra di Marina di Pisa. Ad undici anni, nell'estate del 2003 passa alle giovanili della Fiorentina. Nel 2008 vince da capitano il campionato Allievi Nazionali. In seguito diventa anche capitano della Primavera.

#### Fiorentina e vari prestiti
Dalla stagione 2010-2011 è aggregato alla prima squadra, con la quale esordisce il 26 ottobre 2010 nella gara di Coppa Italia contro l'Empoli. Debutta in Serie A il 20 novembre successivo, a 18 anni, entrando al posto di Cesare Natali al 48' del primo tempo della partita con il Milan (1-0) disputata a San Siro. La settimana successiva è schierato titolare dal tecnico Siniša Mihajlović contro la Juventus a Torino (1-1): dopo una buona prestazione, esce per crampi al 70' sostituito da Felipe. Il 13 febbraio 2011 realizza la sua prima rete in Serie A, segnando il momentaneo 2-2 nella sfida in trasferta contro il Palermo finita poi 2-4 per i viola. Torna momentaneamente a giocare con la Primavera in occasione del Torneo di Viareggio, e nelle vittoriose finali della Coppa Italia Primavera. Nella sua prima stagione da professionista totalizza 11 presenze con la prima squadra.
La stagione successiva, durante la quale rinnova il suo contratto fino al 2016, viene impiegato per la prima volta in campionato il 7 marzo 2012 nella partita Parma-Fiorentina (2-2). Nella stagione 2012-2013 non scende mai in campo a causa di ripetuti infortuni.
Il 13 luglio 2013 viene ceduto in prestito con diritto di riscatto sulla comproprietà al Cesena in Serie B. Ottiene 18 presenze in campionato e 3 nei play-off che permettono al Cesena di ottenere la promozione in Serie A.
L'11 agosto 2014 passa ufficialmente in prestito con diritto di riscatto al Bari, dove gioca con una certa regolarità.

#### Empoli, Benevento e Foggia
Il 24 luglio 2015 si trasferisce a titolo definitivo all'Empoli. Esordisce in campionato con gli azzurri, da titolare, il 31 gennaio 2016 quando è lo sfortunato protagonista di un'autorete nella sconfitta 5-1 sul campo del Napoli.
Al termine della stagione viene ingaggiato a titolo definitivo dalla neopromossa Benevento in Serie B dove disputa 28 partite ed entra, insieme a tutta la squadra, nella storia del club sannita che conquista una storica promozione in Serie A battendo nella finale play-off il Carpi.
Il 31 agosto 2017 la società campana decide di mandarlo in prestito al Foggia neopromossa nella serie cadetta con obbligo di riscatto a favore dei satanelli. Con la società pugliese rimane fino al 30 giugno 2019 quando, in seguito al fallimento della società pugliese, rimane svincolato.

#### Pordenone e prestito al Cosenza
Il 18 luglio 2019 si accasa al Pordenone club neo-promosso in Serie B, con cui firma un contratto biennale più opzione.
Il 31 gennaio 2022 viene ceduto in prestito al Cosenza.. Il 15 febbraio segna la prima rete con i silani, che non basta ad evitare la sconfitta interna contro il Perugia (1-2).  A fine stagione, con 15 presenze e 5 reti tra regular season e play-out, contribuisce alla salvezza del club calabrese.

#### Reggina
Tornato al Pordenone, il 20 luglio 2022 Camporese viene ceduto a titolo definitivo alla Reggina, con cui sottoscrive un contratto triennale.
Dopo aver collezionato 26 presenze nella sua unica stagione a Reggio Calabria, nell'agosto del 2023 rimane svincolato a causa dell'esclusione della Reggina dal campionato di Serie B 2023-2024.

#### Pordenone e secondo prestito al Cosenza
Il 4 settembre 2023, viene tesserato dalla Feralpisalò, neopromossa in Serie B, con cui firma un contratto biennale.Rimasto fuori ad inizio stagione per infortunio, gioca solo due partite con i lombardi. 
Il 10 gennaio 2024 passa in prestito con obbligo di riscatto al Cosenza, tornando a vestire la maglia rossoblu dopo due anni. Il 17 febbraio segna la prima rete in campionato raggiungendo il pareggio in casa della capolista Parma.

#### Milan Futuro
Il 17 gennaio 2025 viene acquistato dal Milan Futuro, squadra militante in Serie C, diventandone capitano per la rimanente parte della stagione.

### Nazionale
Ha fatto parte di tutte le selezioni giovanili italiane, iniziando con la Under-16. Con la Under-17 nel 2009 ha disputato il Mondiale di categoria, realizzando una rete. Successivamente ha giocato con la Under-18 e la Under-19, di cui è stato capitano.
Il 17 novembre 2010 esordisce con la nazionale Under-21 nella partita amichevole Italia-Turchia (2-1) disputata a Fermo, entrando nel primo tempo al posto di Riccardo Brosco.
Dal 10 al 12 marzo 2014 è stato convocato dal CT della Nazionale maggiore Cesare Prandelli per uno stage organizzato allo scopo di visionare giovani giocatori in vista dei Mondiali 2014.

## Statistiche

### Presenze e reti nei club
Statistiche aggiornate al 17 maggio 2025.
| Stagione          | Squadra           | Campionato        | Campionato | Campionato | Coppe nazionali | Coppe nazionali | Coppe nazionali | Coppe continentali | Coppe continentali | Coppe continentali | Altre coppe | Altre coppe | Altre coppe | Totale | Totale |
| Stagione          | Squadra           | Comp              | Pres       | Reti       | Comp            | Pres            | Reti            | Comp               | Pres               | Reti               | Comp        | Pres        | Reti        | Pres   | Reti   |
| ----------------- | ----------------- | ----------------- | ---------- | ---------- | --------------- | --------------- | --------------- | ------------------ | ------------------ | ------------------ | ----------- | ----------- | ----------- | ------ | ------ |
| 2010-2011         | Fiorentina        | A                 | 9          | 1          | CI              | 2               | 0               | -                  | -                  | -                  | -           | -           | -           | 11     | 1      |
| 2011-2012         | Fiorentina        | A                 | 7          | 0          | CI              | 2               | 0               | -                  | -                  | -                  | -           | -           | -           | 9      | 0      |
| 2012-2013         | Fiorentina        | A                 | 0          | 0          | CI              | 0               | 0               | -                  | -                  | -                  | -           | -           | -           | 0      | 0      |
| Totale Fiorentina | Totale Fiorentina | Totale Fiorentina | 16         | 1          |                 | 4               | 0               |                    | -                  | -                  |             | -           | -           | 20     | 1      |
| 2013-2014         | Cesena            | B                 | 18+3       | 2          | CI              | 2               | 1               | -                  | -                  | -                  | -           | -           | -           | 23     | 3      |
| 2014-2015         | Bari              | B                 | 21         | 0          | CI              | 1               | 0               | -                  | -                  | -                  | -           | -           | -           | 22     | 0      |
| 2015-2016         | Empoli            | A                 | 2          | 0          | CI              | 0               | 0               | -                  | -                  | -                  | -           | -           | -           | 2      | 0      |
| 2016-2017         | Benevento         | B                 | 28+5       | 0          | CI              | 0               | 0               | -                  | -                  | -                  | -           | -           | -           | 33     | 0      |
| ago. 2017         | Benevento         | A                 | 0          | 0          | CI              | 1               | 0               | -                  | -                  | -                  | -           | -           | -           | 1      | 0      |
| Totale Benevento  | Totale Benevento  | Totale Benevento  | 28+5       | 0          |                 | 1               | 0               |                    | -                  | -                  |             | -           | -           | 34     | 0      |
| set. 2017-2018    | Foggia            | B                 | 38         | 1          | CI              | 0               | 0               | -                  | -                  | -                  | -           | -           | -           | 38     | 1      |
| 2018-2019         | Foggia            | B                 | 10         | 2          | CI              | 1               | 0               | -                  | -                  | -                  | -           | -           | -           | 11     | 2      |
| Totale Foggia     | Totale Foggia     | Totale Foggia     | 48         | 3          |                 | 1               | 0               |                    | -                  | -                  |             | -           | -           | 49     | 3      |
| 2019-2020         | Pordenone         | B                 | 30+2       | 2          | CI              | 0               | 0               | -                  | -                  | -                  | -           | -           | -           | 32     | 2      |
| 2020-2021         | Pordenone         | B                 | 32         | 0          | CI              | 1               | 0               | -                  | -                  | -                  | -           | -           | -           | 33     | 0      |
| 2021-gen. 2022    | Pordenone         | B                 | 17         | 2          | CI              | 1               | 0               | -                  | -                  | -                  | -           | -           | -           | 18     | 2      |
| Totale Pordenone  | Totale Pordenone  | Totale Pordenone  | 79+2       | 4          |                 | 2               | 0               |                    | -                  | -                  |             | -           | -           | 83     | 4      |
| gen.-giu. 2022    | Cosenza           | B                 | 13+2       | 5          | CI              | -               | -               | -                  | -                  | -                  | -           | -           | -           | 15     | 5      |
| 2022-2023         | Reggina           | B                 | 26         | 0          | CI              | -               | -               | -                  | -                  | -                  | -           | -           | -           | 26     | 0      |
| 2023-gen. 2024    | Feralpisalò       | B                 | 2          | 0          | CI              | -               | -               | -                  | -                  | -                  | -           | -           | -           | 2      | 0      |
| gen.-giu. 2024    | Cosenza           | B                 | 19         | 1          | CI              | -               | -               | -                  | -                  | -                  | -           | -           | -           | 19     | 1      |
| 2024-gen. 2025    | Cosenza           | B                 | 7          | 0          | CI              | 1               | 0               | -                  | -                  | -                  | -           | -           | -           | 8      | 0      |
| Totale Cosenza    | Totale Cosenza    | Totale Cosenza    | 39+2       | 6          |                 | 1               | 0               |                    | -                  | -                  |             | -           | -           | 42     | 6      |
| gen.-giu. 2025    | Milan Futuro      | C                 | 15+2       | 0          | CI-C            | -               | -               | -                  | -                  | -                  | -           | -           | -           | 17     | 0      |
| Totale carriera   | Totale carriera   | Totale carriera   | 293+14     | 16         |                 | 12              | 1               |                    | -                  | -                  |             | -           | -           | 320    | 17     |

## Palmarès

### Competizioni giovanili
- Campionato Allievi Nazionali: 1

Fiorentina: 2008-2009
- Coppa Italia Primavera: 1

Fiorentina: 2010-2011
- Supercoppa Primavera: 1

Fiorentina: 2011